# Francesco Paolo Volpe
Francesco Paolo Volpe (Matera, 24 novembre 1779 – Matera, 30 settembre 1858) è stato uno storico e presbitero italiano.

## Biografia
Studiò nel Seminario di Matera e, ordinato sacerdote, si trasferì a Napoli dove proseguì all'Università i suoi studi in diritto civile e canonico. Dopo la laurea, dapprima collaborò con il fratello che svolgeva la professione di avvocato, poi tornò a Matera dove si dedicò al sacerdozio e nel 1816 gli fu conferito dal Vescovo l'incarico di Canonico-Teologo.
Nel 1836 fu nominato Pro-Vicario ed in seguito Vicario Generale, ed insegnò Diritto canonico, civile e naturale nel Seminario Arcivescovile di Matera.
Morì nel 1858.

## Opere
Nel corso degli anni si interessò di storia e fu uno dei primi ad effettuare una difficile ricostruzione della lunga storia della città di Matera. 

### Memorie storiche
In seguito ai suoi studi pubblicò nel 1818 a Napoli le Memorie storiche profane e religiose su la città di Matera, in cui trattava le origini della città e del nome, il periodo classico e quello medioevale.
L'opera, rimasta a lungo una fonte fondamentale per gli storici locali e non, è divisa, come premesso dall'autore stesso nell'introduzione Al lettore, in due libri, dedicati rispettivamente alle materie "profane" e a quelle "sacre". Nel primo libro, Volpe esordisce con una descrizione di Matera, parlando dell'etimologia del nome, del governo e dell'economia cittadine e dei materani illustri. Nella seconda parte di questo libro, l'autore parla di "dominatori e vicende" della città, opportunamente fermandosi alla visita, nel 1735, di Carlo III di Borbone e non trattando dell'età napoleonica.
Il secondo libro, dedicato alle "materie religiose", parte dall'origine e descrizione delle chiese cittadine, con particolare attenzione alla Cattedrale e concludendo la descrizione con l'analisi delle chiese del territorio. Altro excursus è dedicato ai monasteri e conventi. Il libro - e l'opera - si conclude con una particolareggiata cronotassi dei vescovi.

### Opere minori
In occasione del trasferimento delle spoglie di San Giovanni da Matera nel 1830 dall'Abbazia di Pulsano a Matera, compose un'opera, e nel 1842 in un'altra pubblicazione descrisse le chiese rupestri di Matera. L'ultima sua opera pubblicata fu il Saggio intorno agli Schiavoni stabiliti in Matera nel Secolo XV, relativa all'immigrazione in città di popolazioni provenienti dall'Albania, mentre una sua opera inedita è il Proseguimento della storia di Matera in cui si narrano le vicende locali vissute direttamente dal Volpe.

## Elenco delle opere
- Memorie storiche, profane e religiose sulla città di Matera (PDF), 1818.